# Катаріна Мекленбурзька
Катаріна Мекленбурзька (нім. Katharina von Mecklenburg, 1487 — 6 червня 1561) — мекленбурзька принцеса з дому Мекленбургів, донька герцога Мекленбургу Магнуса II та померанської принцеси Софії, дружина герцога Саксонії Генріха IV, матір курфюрстів Саксонії Моріца та Августа.
Видала у 1560 році книгу з етикету для жінок.

## Біографія
Народилась у 1487 році. Була сьомою дитиною та четвертою донькою в родині герцога Мекленбургу Магнуса II та його дружини Софії Померанської. Мала старших братів: Генріха, Еріка та Альбрехта, та сестер: Доротею, Софію й Анну. Доротея у лютому 1498 року стала настоятелькою Рібніцького монастиря, Софія та Анна у 1500 році вийшли заміж. Старша — за саксонського принца Йоганна, співправителя курфюрста Фрідріха III; молодша — за удового ландграфа Гессену Вільгельма II.
У 16 років Катаріна втратила батька. Матері не стало за кілька місяців після цього. Брати правили герцогством разом за допомогою дядька Балтазара. Після смерті останнього, а згодом і Еріка, володарями залишились Генріх та Альбрехт.
Катаріна у 25 років була видана заміж за 39-річного саксонського принца Генріха. Вінчання відбулося 6 липня 1512 року у Фрайберзі, що входив до володінь нареченого. Оселилася пара у замку Фроденштайн. Генріх віддавав перевагу полюванню та колекціонуванню вогнепальної зброї і політикою не займався.
Катаріна за два роки після весілля завагітніла і у травні 1515 року народила першу доньку. Всього у подружжя було шестеро дітей.
Сприяла тому, що її чоловік у 1536 році прийняв лютеранство та провів Реформацію у своїх землях.
Після смерті Георга Бородатого у 1539 році, Генріх став правлячим герцогом Саксонії, а Катаріна — герцогинею-консортом. Пара переїхала до Дрездену. Втім, там вони залишались недовго. Генріх пішов з життя влітку 1541 року, встигнувши, однак, зробити лютеранство державною релігією. 
Герцогиня після цього повернулася до замку Фроденшайн. Її удовиною резиденцію був призначений замок Фолькенштайн у районі Рудних Гір, однак Катаріна на додачу до нього попросила у сина Моріца, який став наступним правителем, будинки у Фрайберзі, Дрездені та Торгау. Жила на ренту, отримувану від замку Фолькенштайн. Часто навідувала своїх братів у Мекленбурзі та одружених доньок. Мала велику бібліотеку реформатських писань.
Померла у віці близько 74 років, переживши двох синів. Похована поруч із чоловіком у північній каплиці Фрайберзького собору.

## Родина

Портрет Генріха та Катаріни пензля невідомого майстра, замок Гріпсгольм

Чоловік — Генріх IV, герцог Саксонський
Діти:
- Сибілла (1515—1592) — дружина герцога Саксен-Лауенбургу Франца I, мала дев'ятеро дітей;
- Емілія (1516—1591) — дружина маркграфа Бранденбург-Ансбаху Георга, мала четверо дітей;
- Сідонія (1518—1575) — дружина герцога Брауншвейг-Каленберга Еріха II, дітей не мала;
- Моріц (1521—1553) — курфюрст Саксонії у 1547—1553, був одружений з Агнесою Гессенською, мав сина та доньку;
- Северін (1522—1533) — прожив 11 років;
- Август (1526—1586) — курфюрст Саксонії у 1553—1586, був одружений з данською принцесою Анною, мав численних нащадків.